# Длиннохвостые тиранчики
Длиннохвостые тиранчики (лат. Mecocerculus) — род воробьиных птиц из семейства Тиранновые.

## Список видов
Международный союз орнитологов относит к роду 6 видов:
- Рыжекрылый длиннохвостый тиранчик Mecocerculus calopterus (P.L.Sclater, 1859)
- Желтопоясный длиннохвостый тиранчик Mecocerculus hellmayri Berlepsch, 1907
- Белогорлый длиннохвостый тиранчик Mecocerculus leucophrys (D'Orbigny et Lafresnaye, 1837)
- Желтобрюхий длиннохвостый тиранчик Mecocerculus minor (Taczanowski, 1879)
- Белохвостый длиннохвостый тиранчик Mecocerculus poecilocercus (P.L.Sclater et Salvin, 1873)
- Белопоясный длиннохвостый тиранчик Mecocerculus stictopterus (P.L.Sclater, 1859)

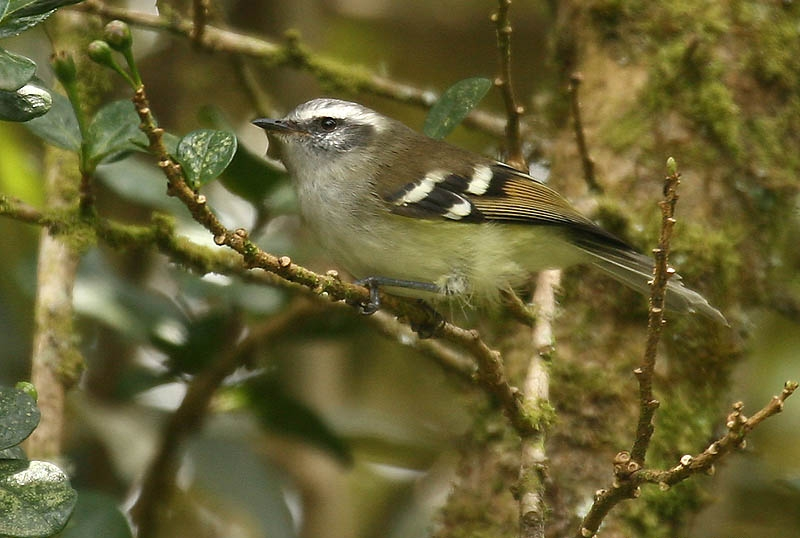
Белопоясный длиннохвостый тиранчик